# Споразумение Белев-Данекер
Споразумението Белев-Данекер е между българския комисар по еврейските въпроси Александър Белев и германския пълномощник СС хауптщурмфюрер Теодор Данекер. Подписано е на 22 февруари 1943 г. в София.

## Споразумение Белев-Данекер
Споразумението е за депортиране на около 20 хил. евреи. Установени са изходните гари, от които се извършва депортацията. Съгласно тях депортираните са от „новоприсъединените земи“ в Беломорска Тракия, Вардарска Македония, Пиротско и „старите предели“ на Царство България: Кюстендил, Дупница, Пловдив, Пазарджик. Споразумението е продължение на политиката, прокламирана със Закона за защита на нацията в Царство България и политиката на Холокост и окончателно решение на еврейския въпрос прокламирана в нацистка Германия.
Споразумението е отменено от първото правителство на Отечествения фронт.
Дигитализиран е оригиналът  на споразумението, който се съхранява в Централния държавен архив.